# ماركيان بوبوف
جنرال الجيش ماركيان ميخائيلوفيتش بوبوف (بالروسية: Маркиан Михайлович Попов) وُلد في أوست ميدفيديتسكايا بأوست ميدفيديتسكايا أوكروغ بالإمبراطورية الروسية (فولغوغراد أوبلاست، روسيا حاليا) بتاريخ 15 نوفمبر 1902 (بحسب التقويم الجديد أو 2 نوفمبر 1902 بحسب التقويم القديم)، وتوفي في موسكو بالاتحاد السوفيتي نتيجة حادث إطلاق نار، شغل منصب رئيس أركان الجيش السوفيتي خلال الفترة ما بين عامي 1956 وحتى عام 1962، كما حصل على لقب بطل الاتحاد السوفيتي عام 1965.